# Dianus Lucifero
Diano o Lucifero è un dio della stregheria, fratello, figlio e consorte della dea Diana, signore della luce e del mattino.
Lucifero, o Lucifer, è l'antico nome di una divinità romana, identificata con il greco Eosforo (torcia di Eos, o Aurora), e con la Stella del mattino. Solo successivamente venne associato con Satana. 
Diano Lucifero è conosciuto anche come Dis (Kern) nell'aspetto di dio della morte e dell'aldilà, e come Lupercus nell'aspetto di "figlio della promessa", portatore di speranza e luce.
Ha tre aspetti:
- Il cornuto: signore delle foreste selvagge e dio della fertilità e sensualità e della vita e morte.
- L'incappucciato: signore dei capi (di bestiame) e delle piante. Re del raccolto e signore della flora; Rex Nemorensis,  simile al Green man dei Celti.
- L'anziano: signore della saggezza e guardiano dei santuari.

Nel culto della stregheria il dio Dianus Lucifero è intimamente legato agli antichi misteri del dio etrusco Tinia, e agli dei greco-romani come Pan, Bacco, Dioniso e Apollo.